# Juan Sebastián de Elcano
Juan Sebastián de Elcano (A-71) — четырёхмачтовое парусное судно, с 1928 года служащее учебным кораблём ВМС Испании.
Парусник назван в честь испанского исследователя Хуана Себастьяна Элькано, который был штурманом одного из кораблей первого кругосветного плавания и после смерти Магеллана стал капитаном «Виктории», единственного завершившего экспедицию судна. Парусник носит герб, основанный на гербе Элькано, пожалованном ему после возвращения вместе с дворянством императором Карлом. В навершии герба помещено изображение земного шара с девизом «Ты первый обогнул меня» (лат. PRIMUS CIRCUMDEDISTI ME).
На протяжении всей истории «Juan Sebastián de Elcano» среди гардемаринов, прошедших обучение на нём, были: король Хуан Карлос I (XXX учебный поход в 1958 году), король Филипп VI (LVIII учебный поход в 1987 году), наследная принцесса Леонор (XCVII учебный поход в 2025 году).

## История

### Строительство
Корабль был спроектирован компанией Camper &  Nicholsons из Саутгемптона и построен на верфи
Echevarrieta y Larrinaga в Кадисе под руководством Хуана Антонио Альдекоа-и-Ариас (исп. Juan Antonio Aldecoa y Arias). Паруса были сделаны из льна и заказаны на фабрике Ratsey & Lapthorn в Госпорте. Гальюнная фигура и другие резные украшения выполнены скульптором из Бильбао Федерико Саэнсом-Вентурини (исп. Federico Sáenz Venturini). Себестоимость составила более восьми миллионов песет.
Первоначально парусник должен был называться «Минерва» (эту богиню изображает гальюнная фигура). Однако Орасио Эчеварриета, владелец верфей, где строился корабль, предложил другое имя. Тогдашний премьер-министр Испании генерал Мигель Примо де Ривера передал просьбу королю Альфонсо XIII, который и удовлетворил ее королевским указом от 17 апреля 1925 года.

### Спуск на воду
Спуск судна на воду состоялся 5 марта 1927 года. Его «крестной матерью» стала Кармен, одна из дочерей Примо де Риверы, а первым командиром — капитан Мануэль де Мендивиль.

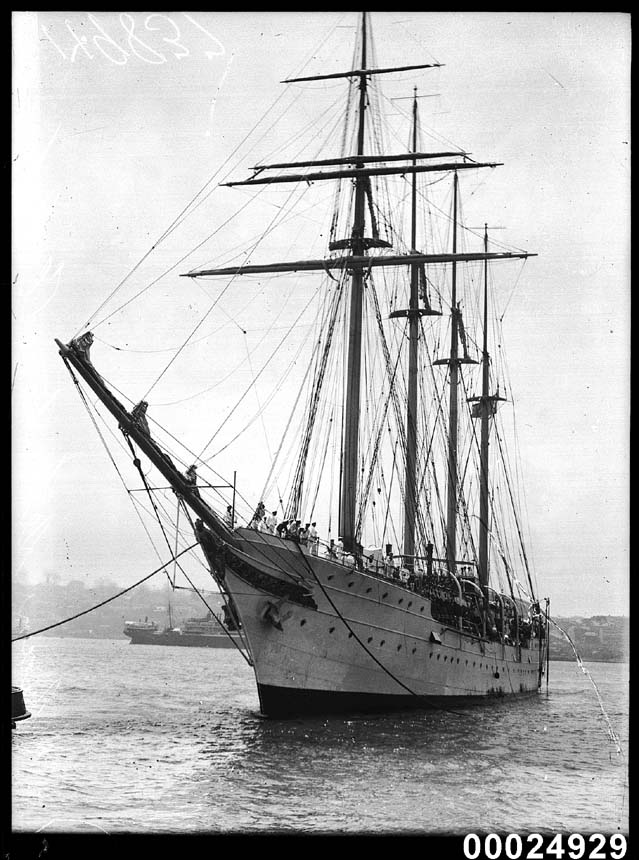
Вход в Сиднейскую гавань (Сидней, Австралия — 29 декабря 1928)
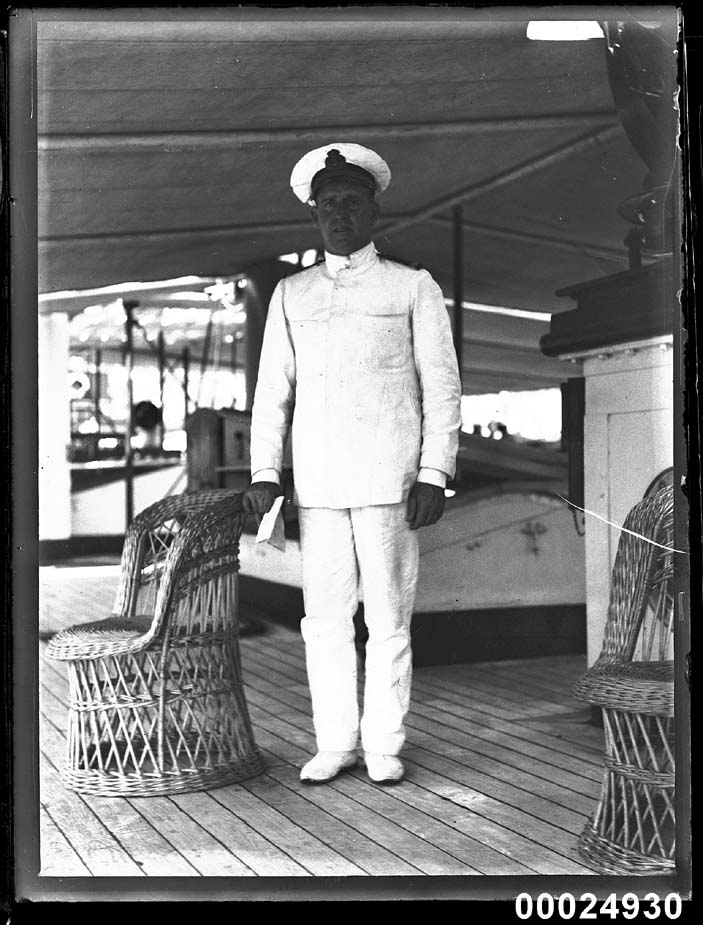
Офицер (Сидней, Австралия — январь 1929)
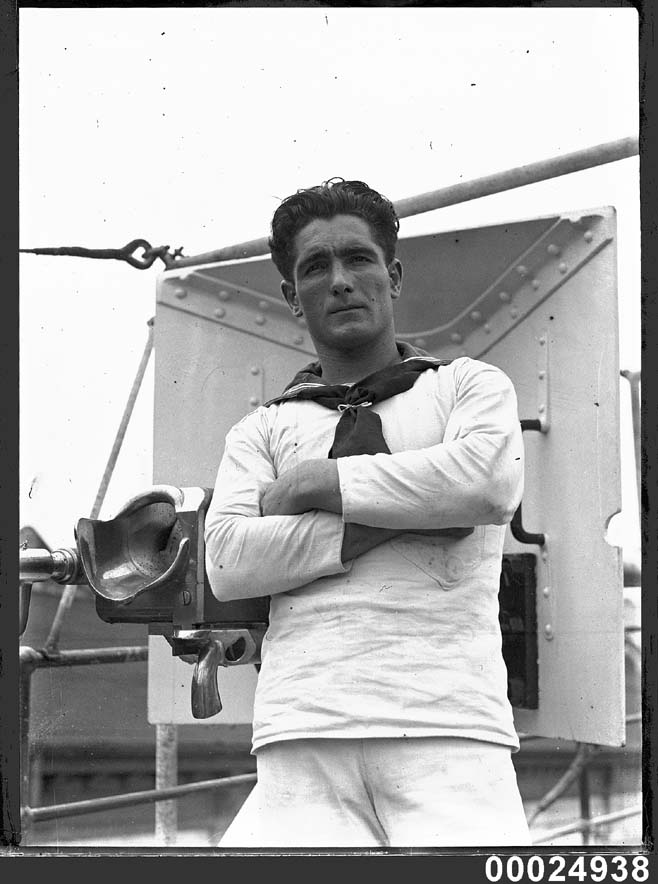
Матрос (Сидней, Австралия — январь 1929)
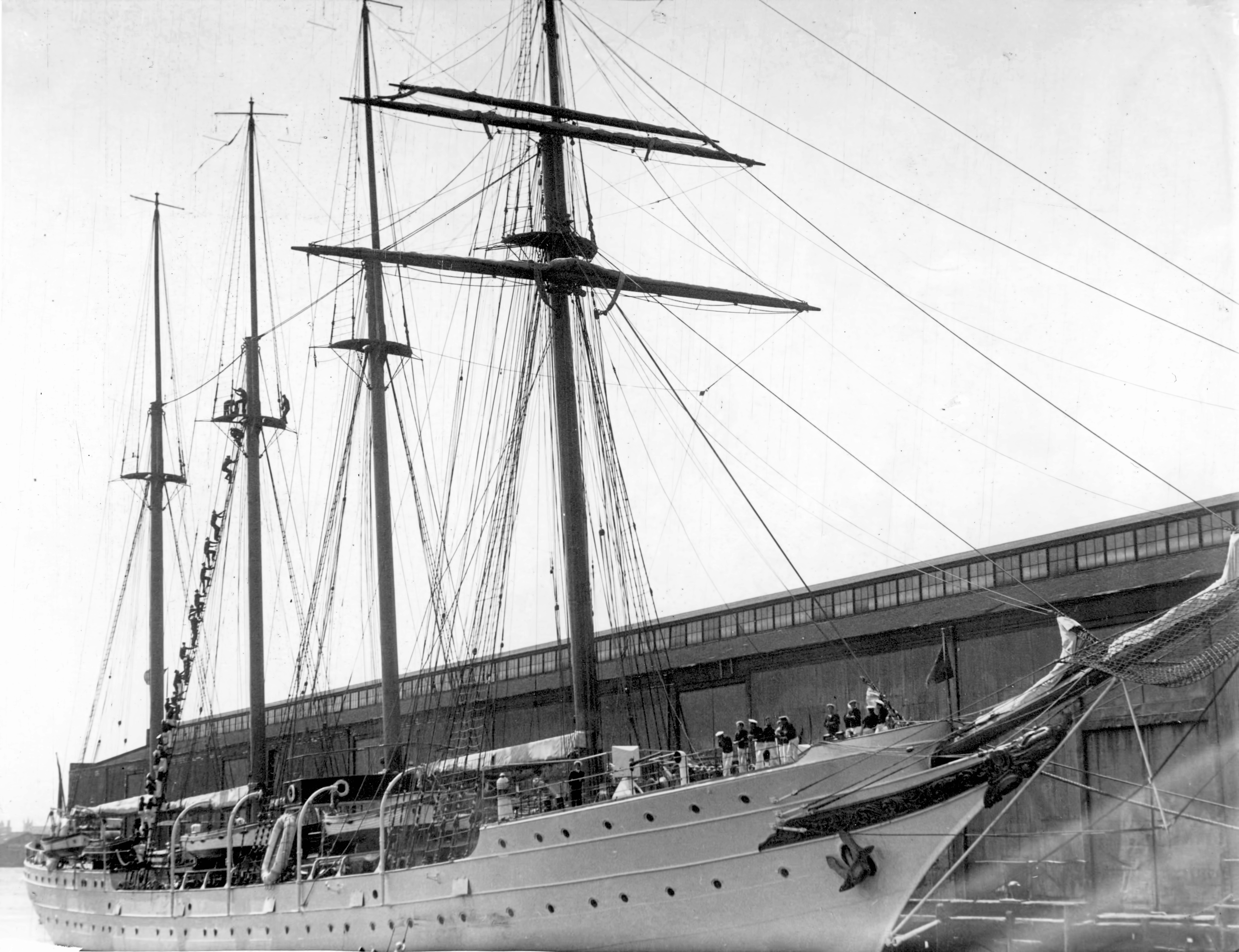
Ист-Ривер (Нью-Йорк, США — 28 апреля 1932)

Первое плавание из Кадиса было совершено в 1928 году, на борту находился Альфонсо XIII. После Малаги, где король высадился, парусник направился в Севилью, в которой проходила Иберо-американская выставка. Отсюда корабль направился к Канарским островам и через 40 дней непрерывного плавания в Атлантике достиг Санта-Крус-де-Тенерифе. К середине года судно прибыло в Пасахес, где получило боевое знамя из рук инфанты Беатрис. С 18 апреля по 15 июля 1928 года было пройдено 5769 морских миль со средней скоростью 4,2 узла.
После этого успешного испытания «Juan Sebastián de Elcano» начал готовиться к своему первому учебному походу — кругосветному плаванию в направлении, противоположном тому, которое когда-то совершил прославленный мореплаватель. Оно началось в Кадисе 1 августа 1928 года и закончилось здесь же 29 мая 1929 года с посещением следующих портов: Сан-Висенти, Кейптаун, Сува, Аделаида, Мельбурн, Сидней, Сан-Франциско, Бальбоа, Гавана, Нью-Йорк, Монтевидео, Буэнос-Айрес.

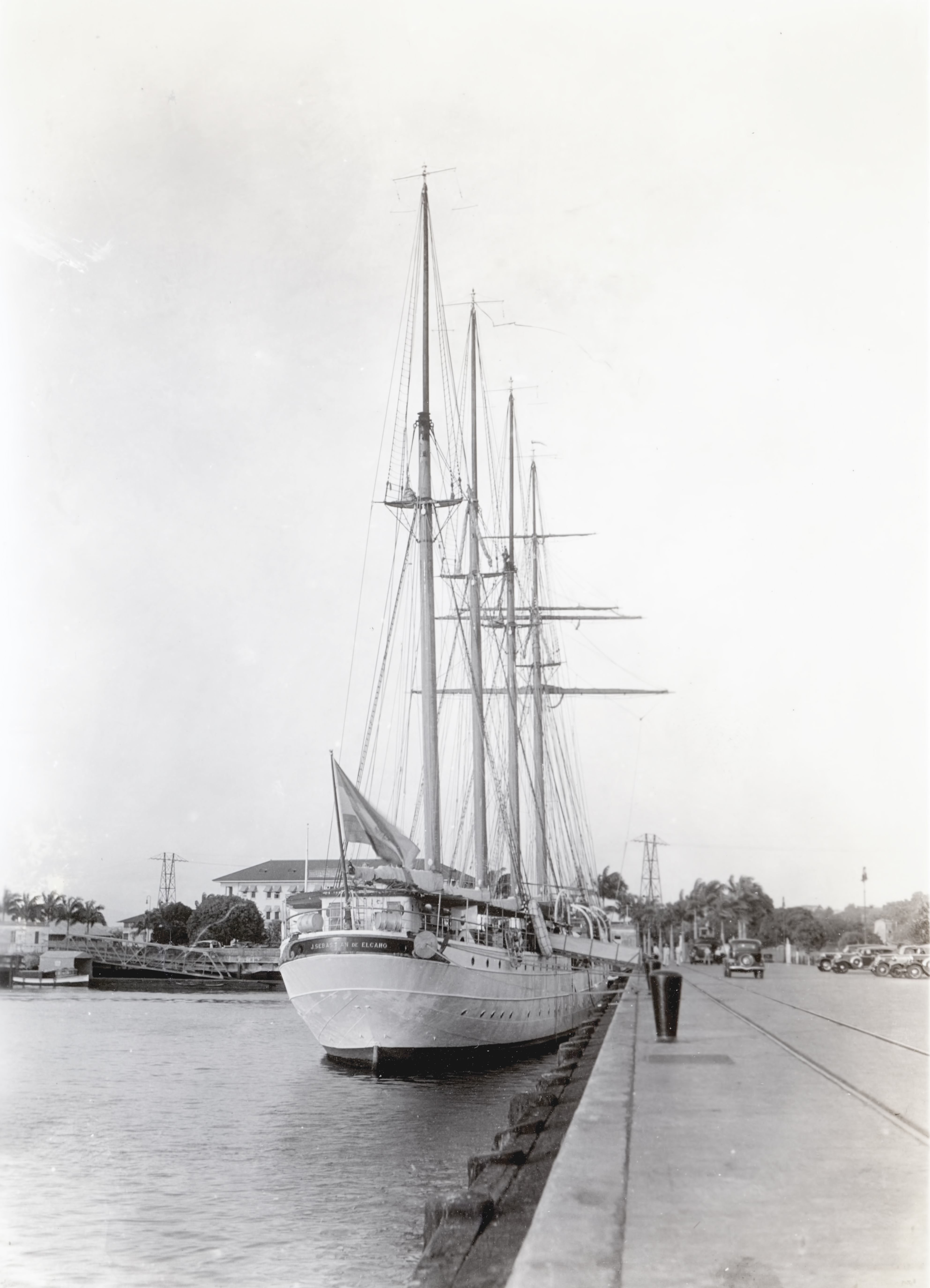
Панамский канал (Панама —  1930-е годы)
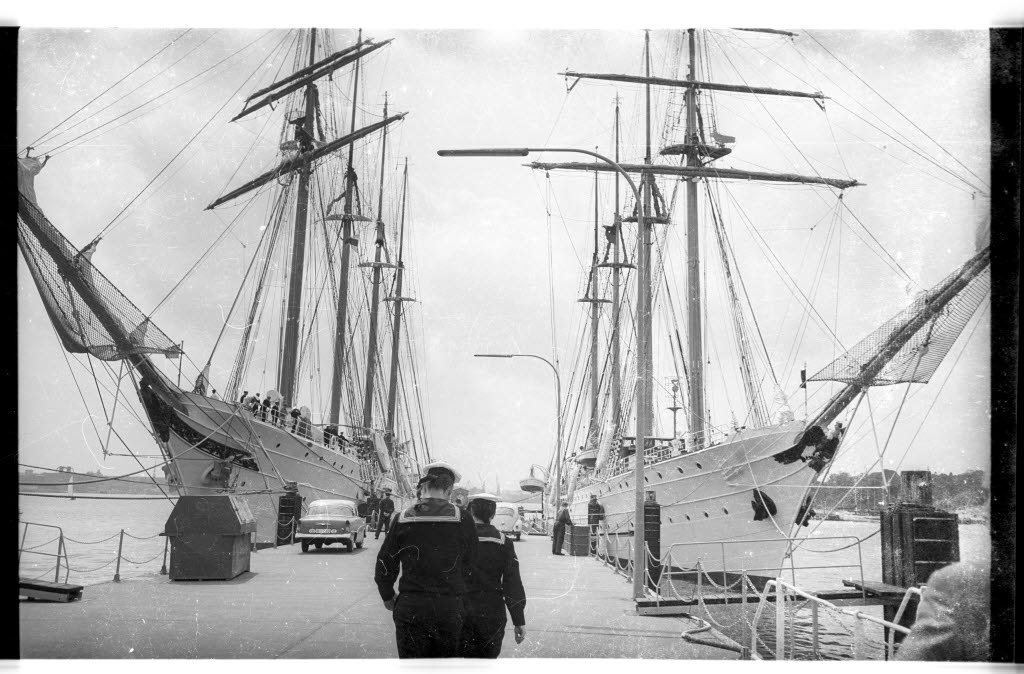
Кильская неделя: Juan Sebastián de Elcano — слева, систершип Esmeralda — справа (Киль, Германия — июнь 1965)
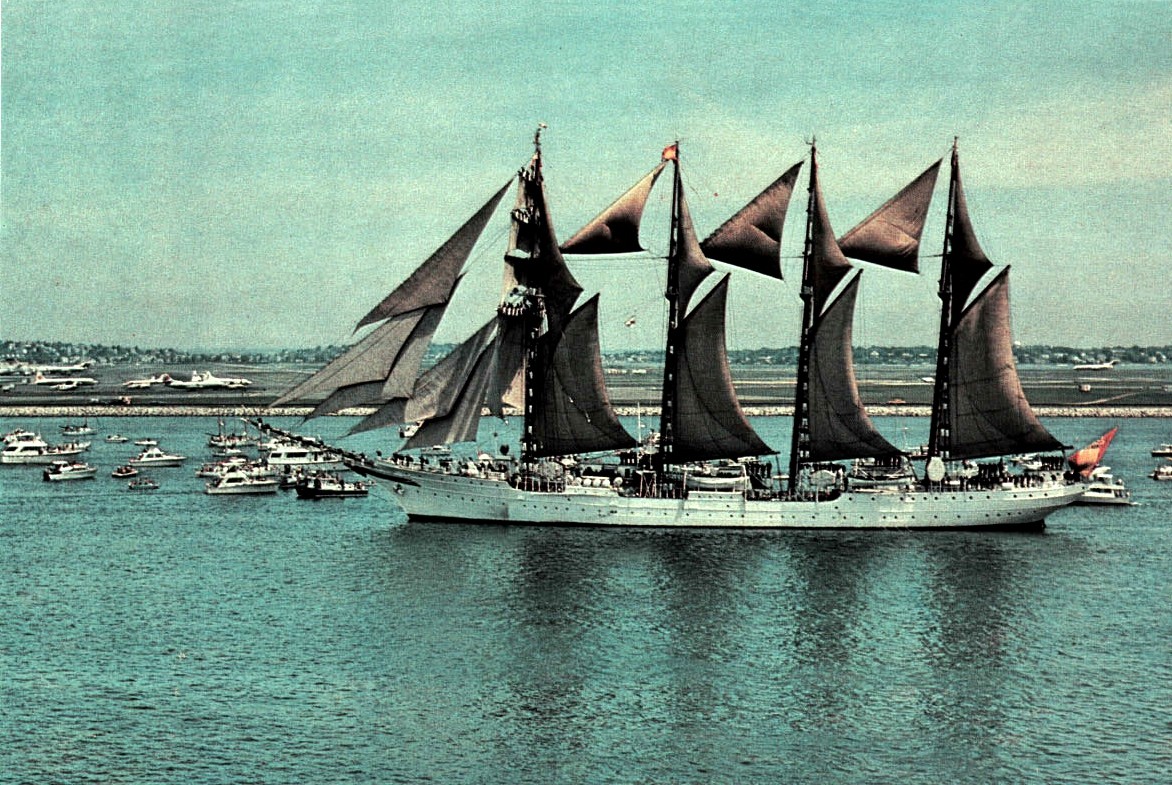
OpSail'80[англ.] (Бостон, США — июнь 1980)
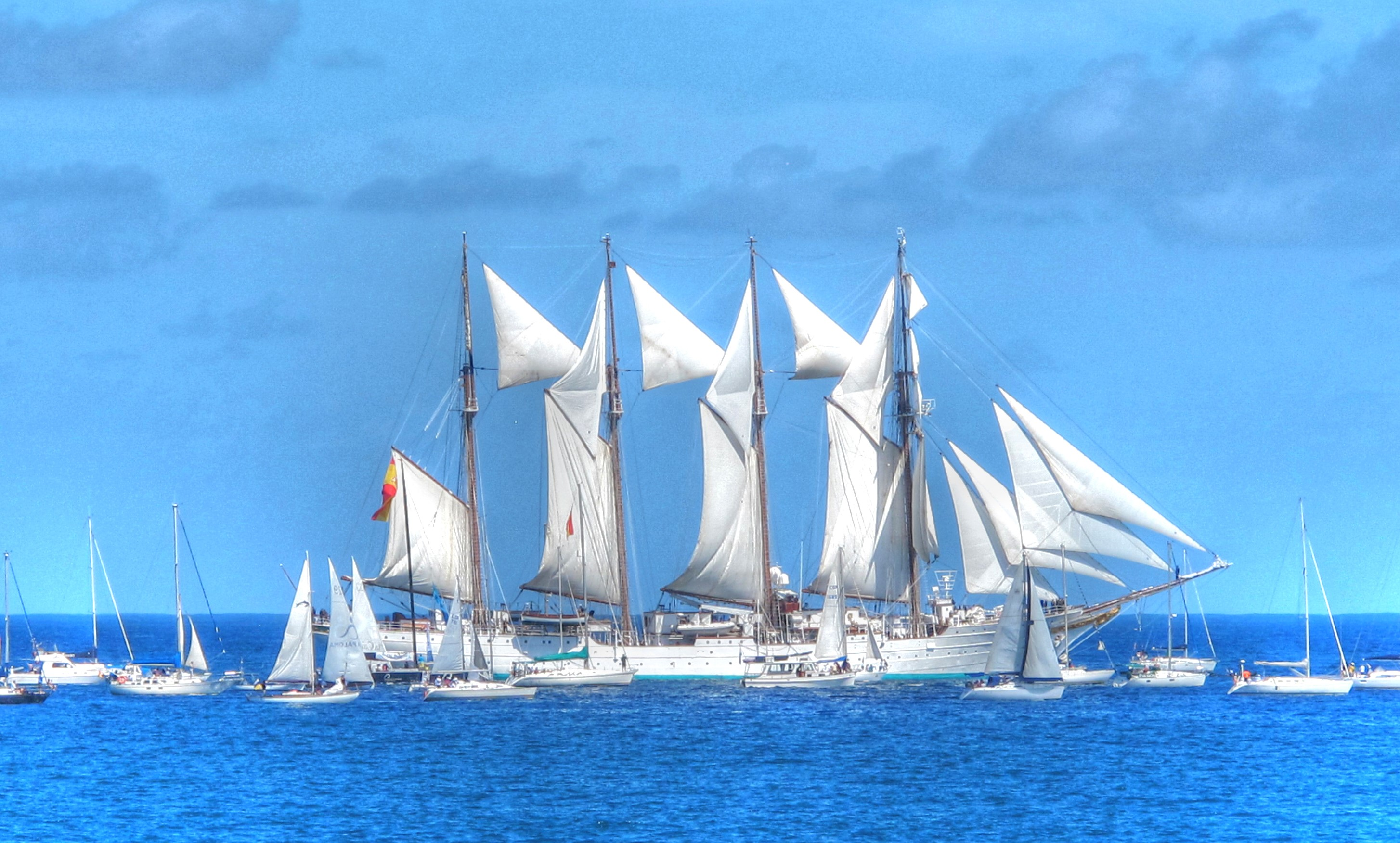
Отбытие с Канарских остров к Пуэрто-Рико (Лас-Пальмас-де-Гран-Канария, Испания — 10 марта 2013)

### Современность
«Juan Sebastián de Elcano» — десятикратный обладатель трофея «Boston Teapot», ежегодно присуждаемого организацией Sail Training International учебному парусному судну, которое преодолеет наибольшую дистанцию за 124 часа (1974, 1979, 1997, 1999, 2001, 2004, 2005, 2006, 2015, 2020).
Во время учебных походов кораблю требуется около 22 дней, чтобы добраться до Америки (включая остановки в разных портах), а чтобы обойти вокруг света — примерно девять месяцев. В рамках празднования 500-летия экспедиции Магеллана 24 августа 2020 года парусник отправился в свое одиннадцатое кругосветное плавание. Он посетил Огненную землю, Марианские острова, Филиппины, Молуккские острова в те же даты, что и Хуан Себастьян Элькано за пять веков до этого. Учебное судно завершило свой поход 13 июня 2021 года — в Кадисе по возвращении его встретил и поднялся на борт король Филипп VI.
28 марта 2023 года парусник с запада на восток пересек пролив Дрейка у мыса Горн — первым из кораблей испанского военного флота более чем за 130 лет.

## Галерея

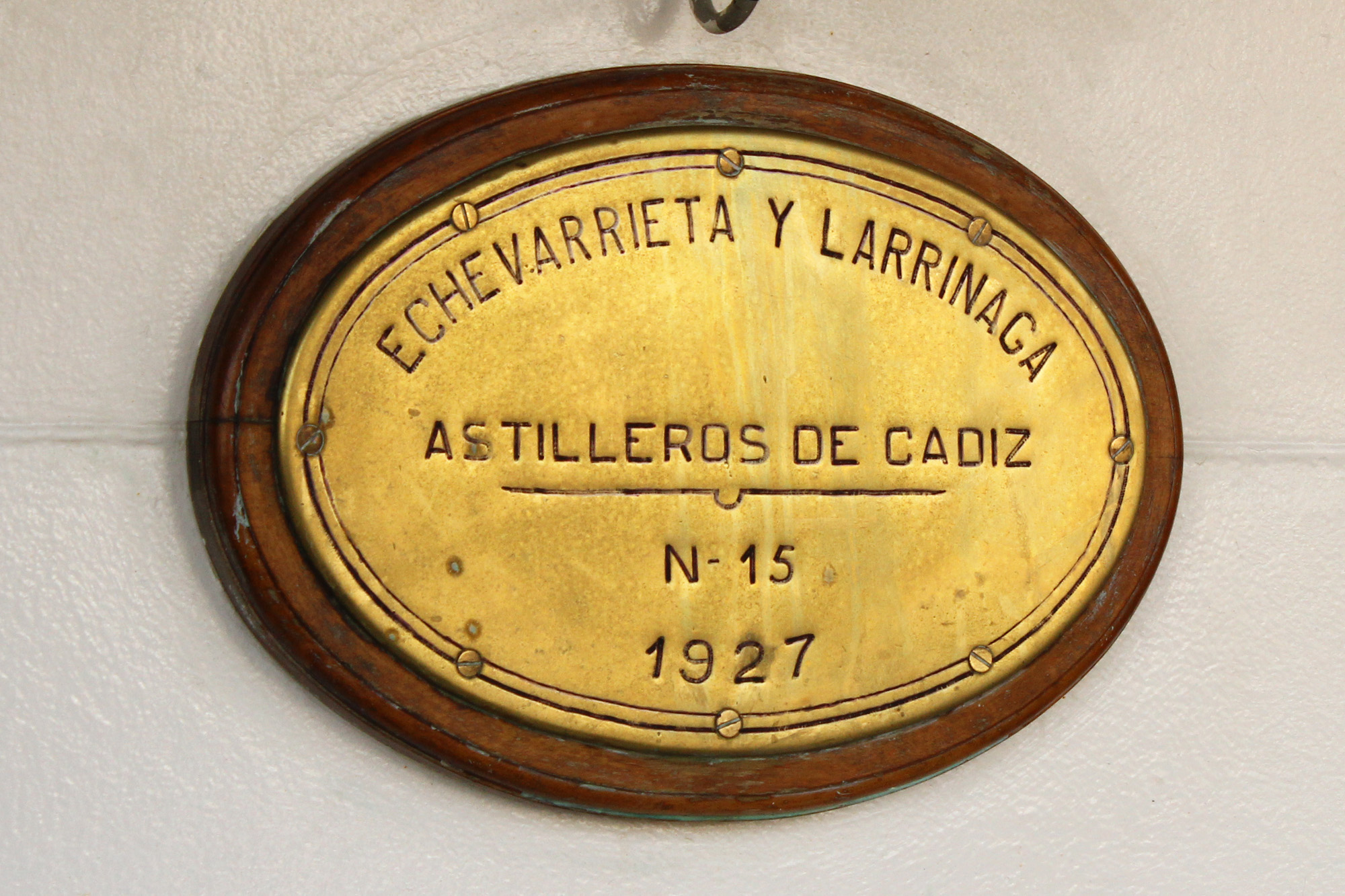
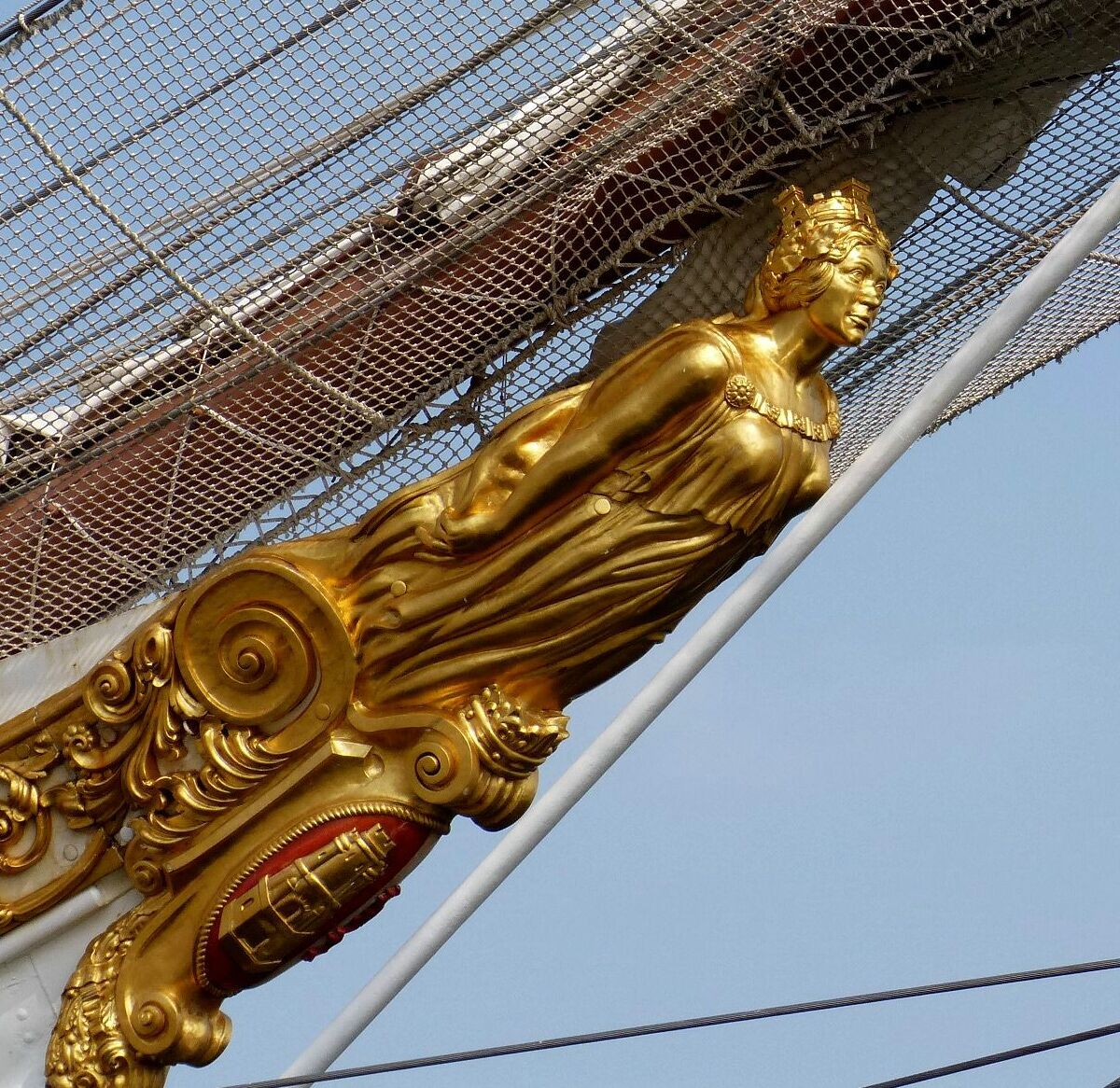
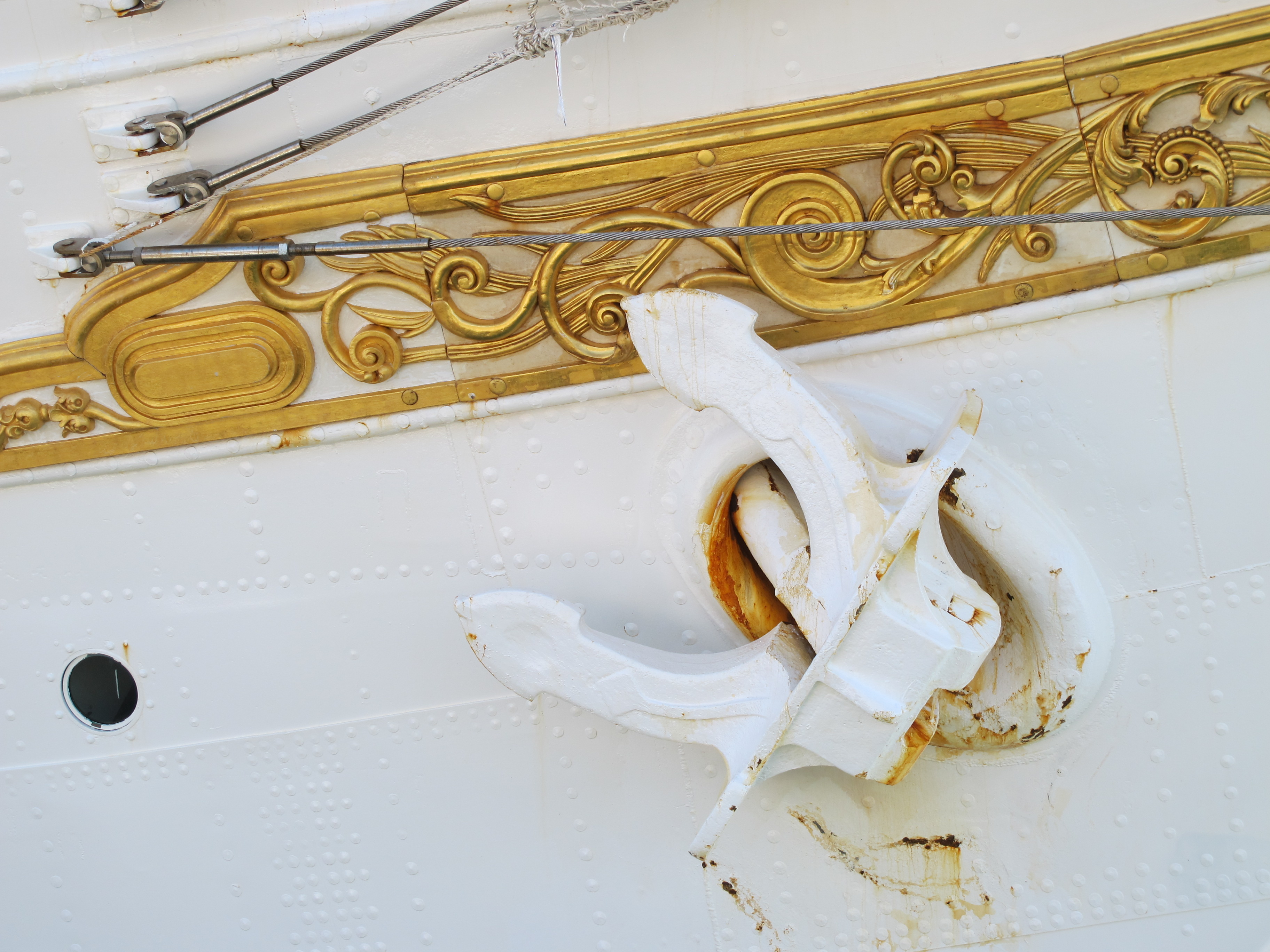
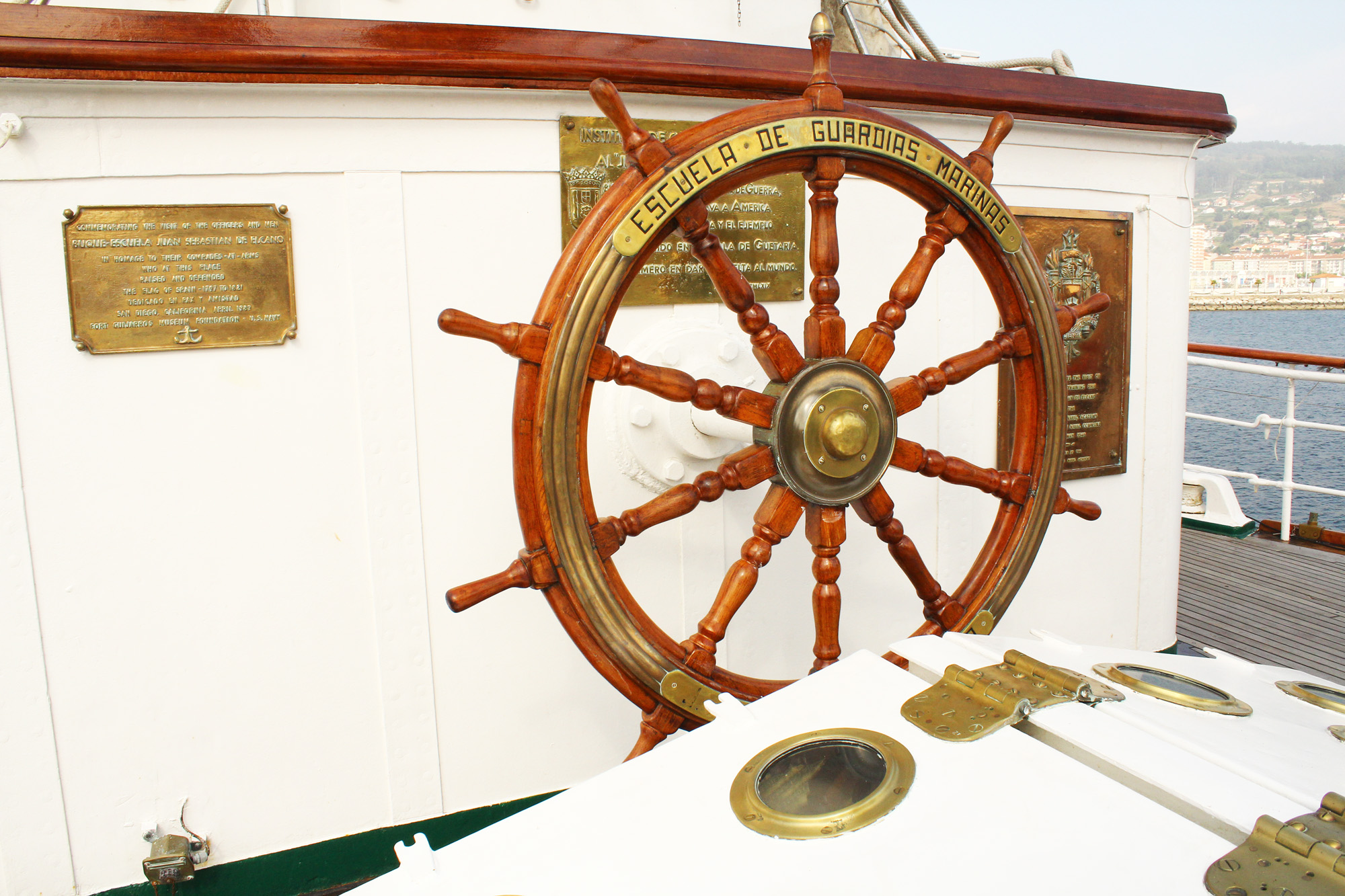
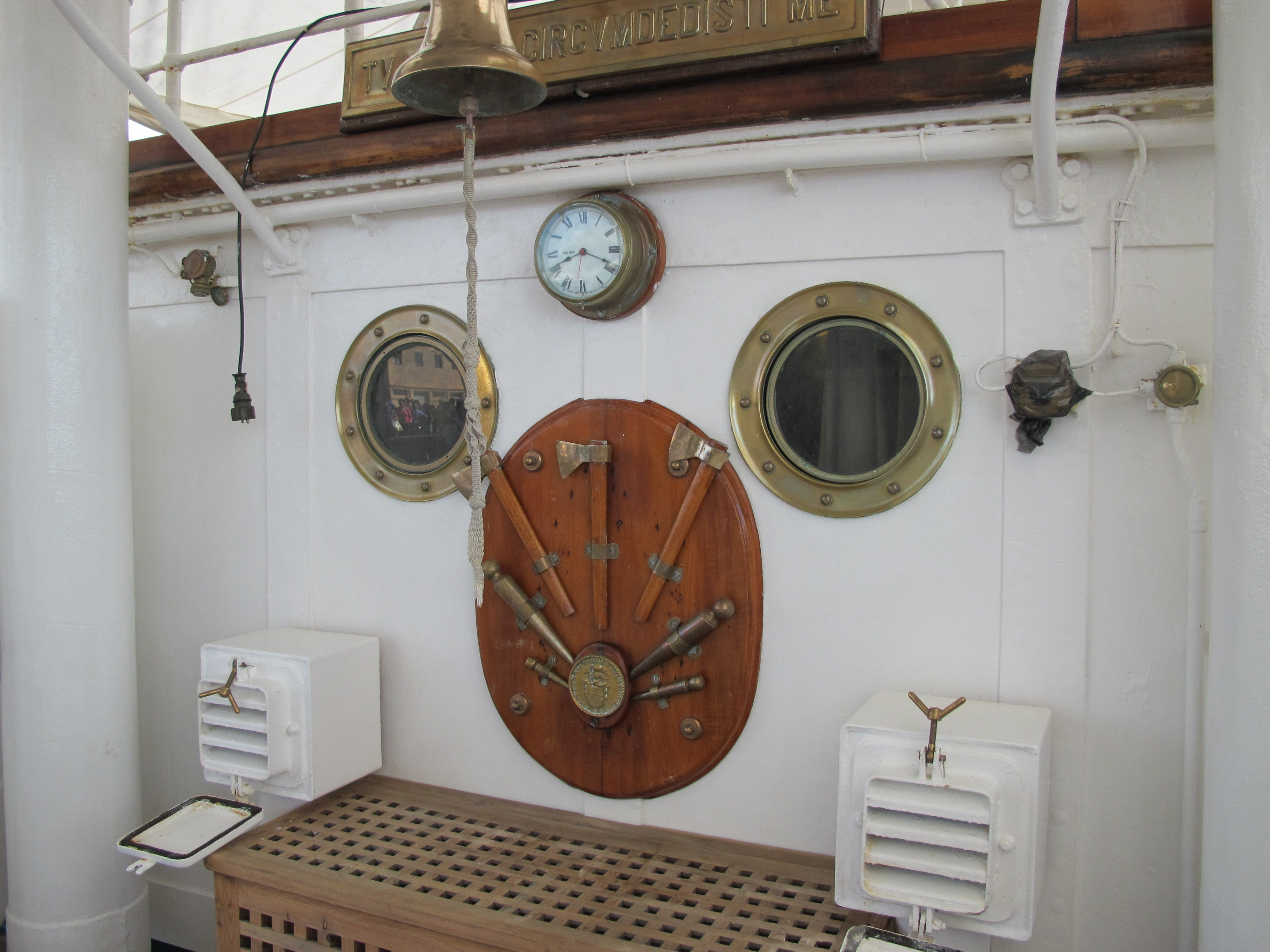
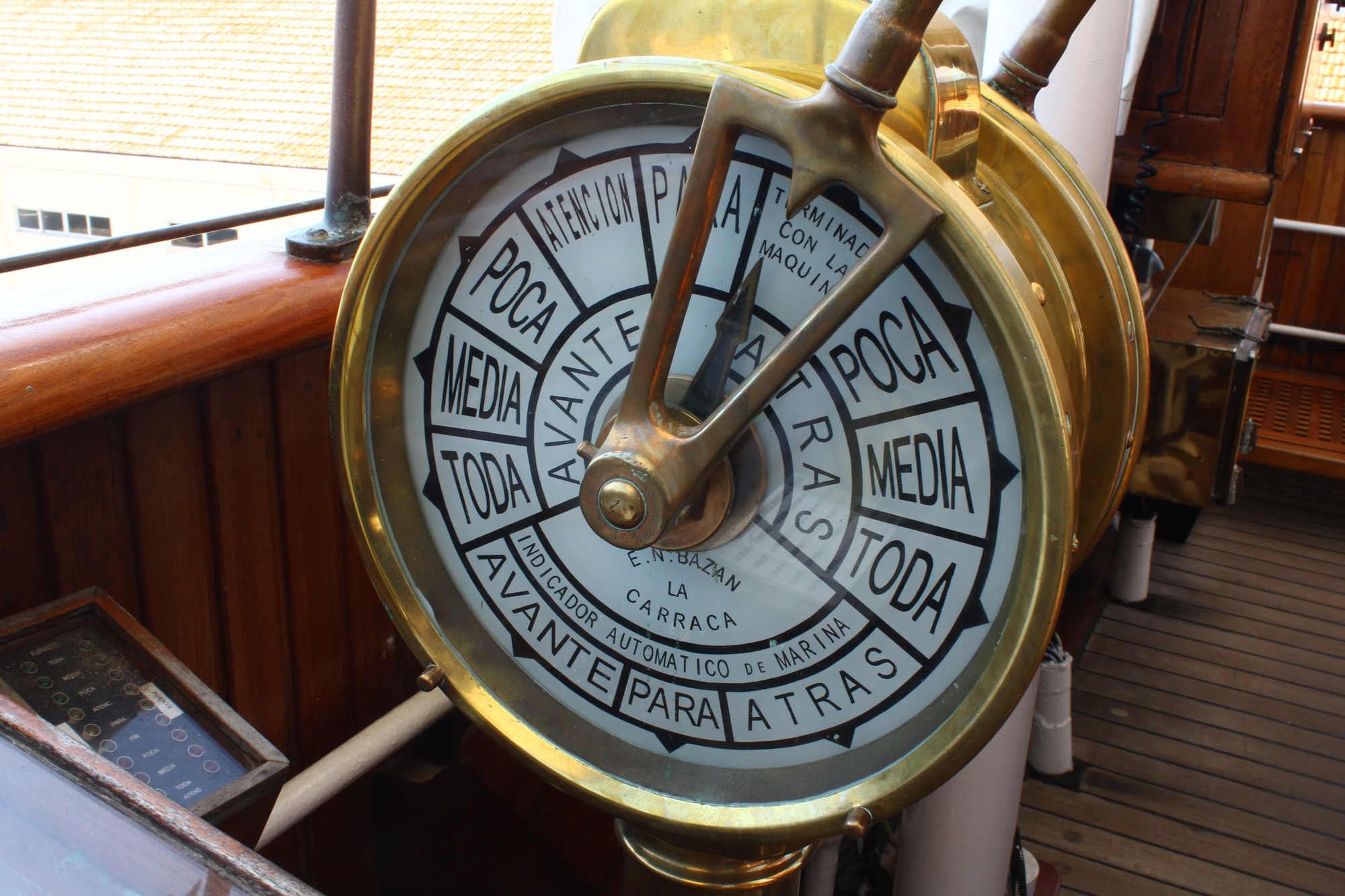
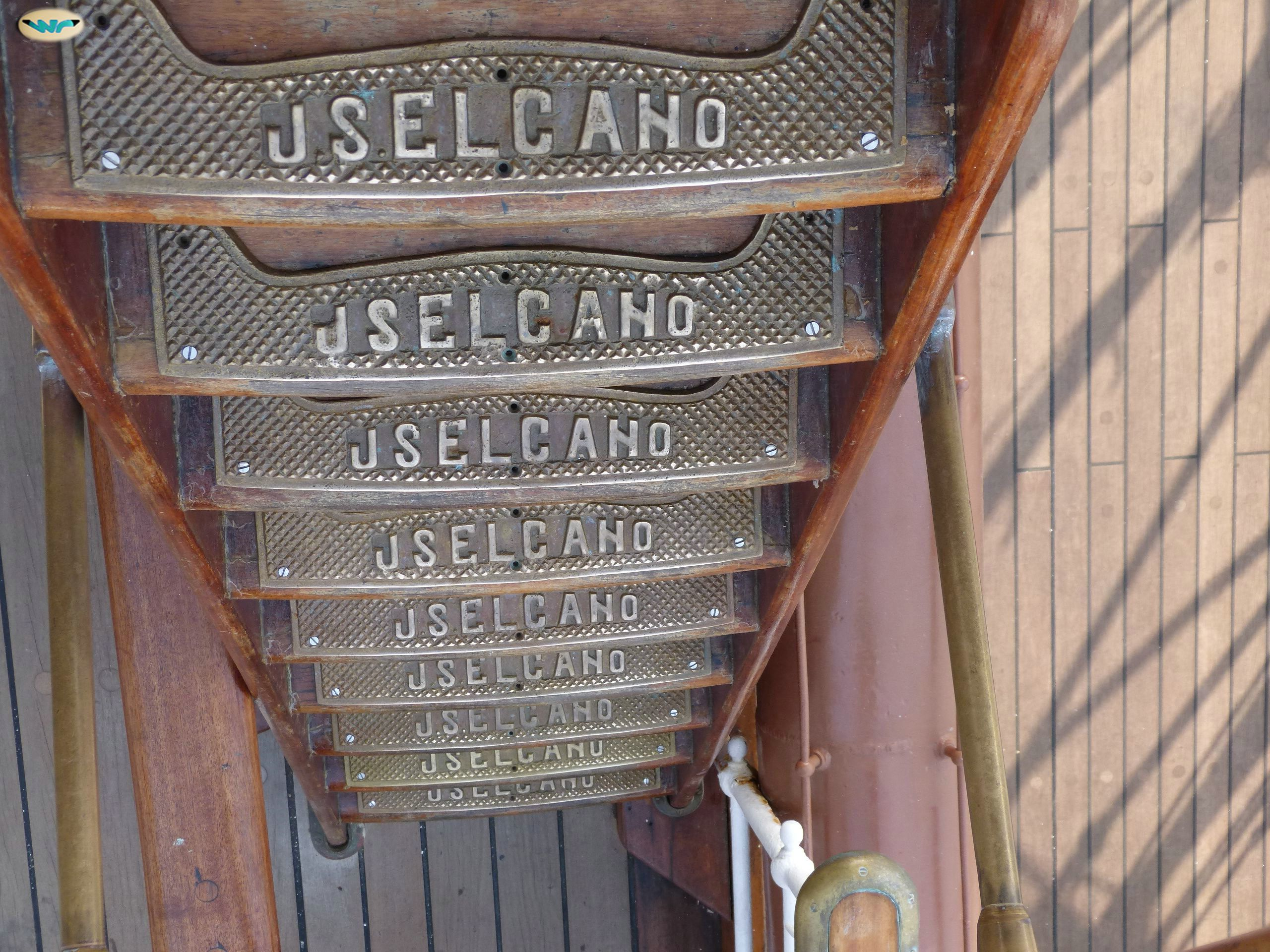
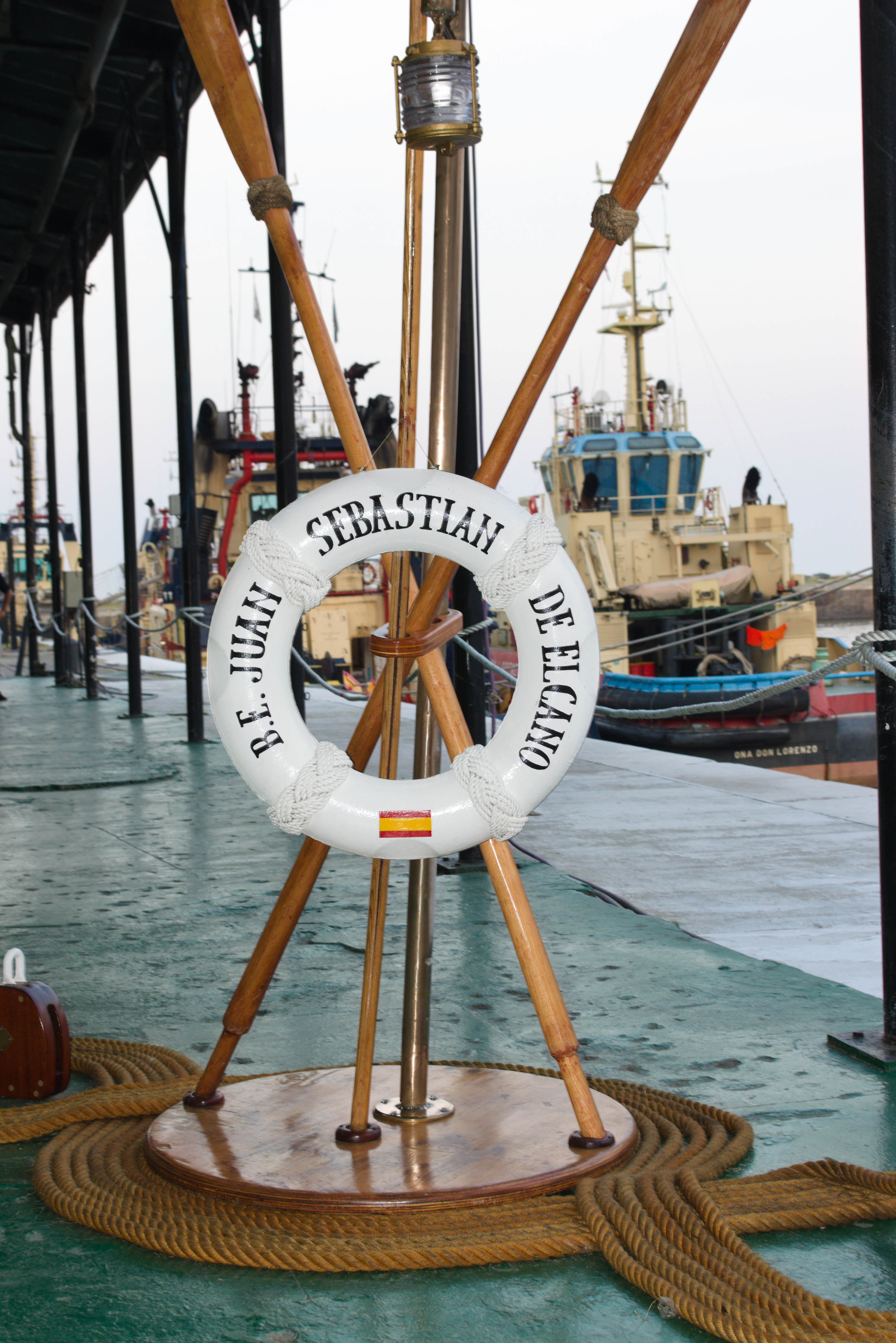

## Комментарии
1. ↑  Каждая из мачт парусника носит собственное имя в честь испанских учебных судов XIX века: Blanca[исп.], Almansa[исп.], Asturias[исп.], Nautilus[исп.].[1]